# Adele Kibre
Adele Kibre (Filadelfia, 1898-?) fue una paleógrafa, medievalista y experta en microfotografía estadounidense. Participó en el descubrimiento clandestino y la filmación de documentos académicos europeos durante la Segunda Guerra Mundial, en un momento en que las bibliotecas occidentales no podían obtener documentos científicos de países que estaban en guerra.

## Trayectoria
Kibre nació en Filadelfia en 1898, pero su infancia transcurrió en Los Ángeles. Su familia estaba involucrada en la vida de Hollywood: su padre y su madre diseñaban decorados y una hermana estaba casada con una estrella del cine mudo. Su hermana Pearl también fue una reconocida académica en estudios medievales. Adele estudió en la Universidad de California en Berkeley y enseñó latín allí después de obtener sus estudios de postgrado. Posteriormente, obtuvo un doctorado en el Departamento de Lengua Latina y Literatura de la Universidad de Chicago. Su tesis de 1930 y titulada Prolegomena to the unpublished text of Smaragdus' commentary on Donatus, De partibus orationis fue un estudio del texto Liber in partibus Donati de Esmaragdo de Saint-Mihiel, monje benedictino vinculado a la corte carolingia. Después de su muerte, este trabajo fue incorporado a una edición crítica de Bengt Löfsted.
Obtuvo una beca postdoctoral para investigar en la Academia Americana de Roma. Vivió durante la mayor parte de la década de 1930 en Europa, donde investigó para académicas y académicos estadounidenses fotografiando materiales en bibliotecas europeas, en las que aprendió sobre la tecnología del microfilme. Su aprendizaje y experiencia en este campo la reflejó en un artículo sobre "Microphotography en European Libraries" publicado en el Journal of Documentary Reproduction (1941).
En 1939, la contrató el empresario Eugene B. Power (1925-1993) para reproducir publicaciones académicas de distintos países europeos. Power era pionero en el uso del microfilme y fundador de la University Microfilms International en la Universidad de Michigan en Ann Arbor. Además, Kibre ejerció como intérprete para él en la Biblioteca Apostólica Vaticana. Power la recomendó para trabajar por cuenta propia en el Interdepartmental Committee for the Acquisition of Foreign Publications (IDC), una agencia estadounidense que tenía una oficina en Estocolmo. La función de la agencia era obtener y transmitir principalmente documentos públicos originarios de Europa, en particular de aquellas áreas bajo el control de las Potencias del Eje. A través de esta agencia se atribuye a Kibre el envío de 182 bobinas de microfilm al Ministerio de Información británico. También continuó haciendo copias y fotografías de materiales para profesoras y profesores de Estados Unidos y para sus propios estudios. En 1941, viajó de Europa a Estados Unidos con 17 maletas que contenían materiales de investigación.
En agosto de 1942, se trasladó a Estocolmo para asumir funciones como representante de la Biblioteca del Congreso de Estados Unidos. Sin embargo, también actuó como agente del IDC y de la Office of Strategic Services (OSS), gracias a Power. Manteniendo estrechos vínculos con los servicios de inteligencia británicos y la resistencia noruega, así como con académicos y libreros locales, se dedicó a microfilmar información científica y tecnológica enemiga, recortes de prensa, resúmenes de revistas, fotografías, entre otros documentos, para luego enviarlos regularmente a Londres y Washington D. C. Su determinación fue tan notable que incluso adoptó la identidad de un simpatizante nazi para contactar a un exfuncionario del Servicio de Prensa Extranjera del Ministerio del Reich para la Ilustración Pública y Propaganda y obtener información cultural.
En las décadas de los 50 y 60 del siglo XX, viajó a España para investigar la "Historia de California". Estuvo en Sevilla realizando tareas de microfilmación de documentos del Archivo General de Indias, en 1957, y posteriormente en el Archivo General de Simancas, entre 1958 y 1959. Estos documentos fueron destinados tanto a la Bancroft Library de la Universidad de California en Berkeley como a la Hispanic Foundation de la Biblioteca del Congreso de Estados Unidos. 

## Reconocimientos
En 1968, Francisco Álvarez Seisdedos, director de la Biblioteca Capitular Colombina de Sevilla, anunció la instalación de una placa conmemorativa en piedra para reconocer la contribución de la Universidad de Bridgeport, de Connecticut, en la restauración de la biblioteca, así como la de Adele Kibre y el Dr. Parr.
En 2020, Gillmor fue incluida dentro del proyecto “Mujeres Investigadoras en los Archivos Estatales (1900-1970)” para la descripción archivística y creación de un micrositio específico en el Portal de Archivos Españoles (PARES), desarrollado entre 2020-2023. Este proyecto ha sido impulsado por la Subdirección General de Archivos Estatales, con el objetivo visibilizar la labor de investigación realizada en España por las mujeres en el intervalo 1900-1970 partiendo de los registros documentales que se conservan en los Archivos de Gestión de los AAEE del Ministerio de Cultura (el Archivo Histórico Nacional, el Archivo de la Corona de Aragón, el Archivo General de Simancas, el Archivo General de Indias, el Archivo de la Real Chancillería de Valladolid, el Archivo General de la Administración y el Centro de Información Documental de Archivos).

## Obra
- Prolegómenos al texto inédito del comentario de Esmaragdo sobre Donato, De partibus orationis . Tesis, Universidad de Chicago, 1930
- "Microfotografía en bibliotecas europeas". Revista de Reproducción Documental 4, núm. 3 (1941): 158-163.